# Zarándbánya
Zarándbánya (Bănești) település Romániában, a Partiumban, Arad megyében.

## Fekvése
Nagyhalmágyról északkeletre fekvő település.

## Története
Zarándbánya nevét 1441-ben említette először oklevél Banyafalva néven. 1445-ben Felsew Banyafalwa, 1451-ben Kisbanya, 1808-ban Bányesd, 1888-ban Banesd, 1913-ban Zarándbánya néven írták.
1451-ben Kisbanya Világosvár tartozékai közé számított.
1910-ben 558 lakosából 553 román, 5 magyar volt. Ebből 553 görögkeleti ortodox volt.
A trianoni békeszerződés előtt Arad vármegye Nagyhalmágyi járásához tartozott.